# Kuripan Selatan
Kuripan Selatan is een bestuurslaag in het regentschap West-Lombok van de provincie West-Nusa Tenggara, Indonesië. Kuripan Selatan telt 7445 inwoners (volkstelling 2010).